# Nickel(II) chlorat
Niken(II) chlorat là một hợp chất vô cơ, là muối của nickel và acid chloric với công thức Ni(ClO3)2, tan trong nước, tạo thành tinh thể ngậm nước – tinh thể màu xanh lục.

## Điều chế
Phản ứng trao đổi của niken(II) sunfat và bari chlorat là cách đơn giản để tạo ra muối:
{\displaystyle {\mathsf {NiSO_{4}+Ba(ClO_{3})_{2}\ \xrightarrow {} \ Ni(ClO_{3})_{2}+BaSO_{4}\downarrow }}}

## Tính chất vật lý
Niken(II) chlorat tạo thành tinh thể màu xanh lục.
Nó hòa tan tốt trong nước.
Nó tạo thành tinh thể ngậm nước Ni(ClO3)2·nH2O, trong đó n = 4 và 6.
Hexahydrat Ni(ClO3)2·6H2O tạo thành tinh thể màu xanh lục thuộc hệ tinh thể lập phương, nhóm không gian P a3, các hằng số mạng tinh thể a = 1,03159 nm, Z = 4.

## Tính chất hóa học
- Tinh thể hydrat mất nước từng bước khi đun nóng:

{\displaystyle {\mathsf {Ni(ClO_{3})_{2}\cdot 6H_{2}O\ {\xrightarrow[{-H_{2}O}]{39^{o}C}}\ Ni(ClO_{3})_{2}\cdot 4H_{2}O\ {\xrightarrow[{-H_{2}O}]{80^{o}C}}\ Ni(ClO_{3})_{2}}}}
- Muối bị phân hủy khi đun nóng:

{\displaystyle {\mathsf {Ni(ClO_{3})_{2}\ \xrightarrow {T} \ NiCl_{2}+3O_{2}\uparrow }}}

## Hợp chất khác
Ni(ClO3)2 còn tạo một số hợp chất với NH3, như Ni(ClO3)2·6NH3 là tinh thể màu xanh lam.
Ni(ClO3)2 còn tạo ra một số hợp chất với N2H4, như Ni(ClO3)2·3N2H4 là tinh thể màu tím, sẽ nổ nếu thả rơi muối này từ độ cao 11 cm hoặc đun nóng đến 170 °C (338 °F; 443 K).